# Kutai Kartanegara
Kutai Kartanegara (indonez. Kabupaten Kutai Kartanegara) – kabupaten w indonezyjskim Borneo Wschodnim. Jego ośrodkiem administracyjnym jest Tenggarong.
Kabupaten ten od wschodu leży nad Cieśniną Makasarską.
W 2010 roku kabupaten ten zamieszkiwało 626 680 osób, z czego 204 589 stanowiła ludność miejska, a 422 091 ludność wiejska. Mężczyzn było 330 173, a kobiet 296 507. Średni wiek wynosił 25,73 lat.
Kabupaten ten dzieli się na 18 kecamatanów:
- Anggana
- Kembang Janggut
- Kenohan
- Kotabangun
- Loa Janan
- Loa Kulu
- Marang Kayu
- Muara Badak
- Muara Jawa
- Muara Kaman
- Muara Muntai
- Muara Wis
- Sanga-sanga
- Sebulu
- Semboja
- Tabang
- Tenggarong
- Tenggarong Seberang